# 岩堀せり
岩堀 せり（いわほり せり、1977年8月15日 - ）は、日本の女性ファッションモデル。熊本県人吉市出生、神奈川県横浜市出身。LDH JAPAN所属。夫はGLAYのTAKURO。

## 略歴
熊本県人吉市で生まれ、小学生の頃から神奈川県横浜市で暮らす。
9歳でモデルデビュー。20歳の時にファッション雑誌『ViVi』の専属モデルオーディションに合格し、本格的にモデルとして活動を開始した。

## 人物
母方の祖父がフランス系アメリカ人。
2004年5月にGLAYのギタリストであるTAKUROと結婚。TAKUROがジムで見かけた岩堀に一目惚れをして、そこから色々な人の伝手をたどって岩堀と知り合えたことが交際のきっかけだったという。2005年9月に第1子男児、2007年10月に第2子女児を出産した。
2018年、東京のほかにロサンゼルスにも生活の拠点を構えた。

## 出演

### 雑誌
- ViVi（1998年 - 2004年） - 専属モデル
- GLAMOROUS（2003年 - 2013年） - 専属モデル
- SAKURA（2008年 - 2012年）
- otona MUSE（2014年 - ）

他多数

### CM
- エルセーヌ（1999年 - 2004年）
- PEACH JOHN（2004年）
- 大塚製薬「FIBE MINI」（2006年 - 2007年）
- ユニクロ（2007年）
- ヴィダル・サスーン（2007年 - 2008年）

### 広告・カタログ
- ワコール「ギャレット」（2001年 - 2003年）
- アシハラ（2002年 - 2004年）
- クリスタ長堀（2004年）
- PEACH JOHN（2004年）
- GJ（2006年 - 2008年）
- moussy （2007年）
- COI GIRLMAGIC（2007年）
- Shel'tter（2007年・2008年）
- Deicy（2007年）
- NINE（2008年）
- NTTドコモ関西×Shel'tter（2008年）
- goa（2011年 - 2013年）

### テレビドラマ
- 恋とおしゃれと男のコ（2002年） - アユミ 役
- GOOD LUCK!!（2003年） - 堀田ちよみ 役

### 映画
- Jam Films S “Tuesday”（2005年）
- しあわせなら手をたたこう（2005年） - 飯田のりこ 役
- BLACK KISS（2006年） - 愛華 役

### 声優
- BRATZ The Video Starrin' & Stylin'（2004年） - サーシャ 役

## 書籍
- せり&まゆみのワークアウトBOOK（2003年） - 佐田真由美と共著
- セリズム（2005年） - 藤代冥砂と共著
- 新・妊婦道（2008年） - 写真・蜷川実花